# Ivana Brkljačić
Ivana Brkljačić (ur. 25 stycznia 1983 w Villingen-Schwenningen) – chorwacka lekkoatletka, młociarka, trzykrotna olimpijka (2000, 2004, 2008). 
Największe międzynarodowe sukcesy odniosła jako nastolatka: brąz podczas Mistrzostw świata juniorów młodszych w lekkoatletyce (Bydgoszcz 1999), 11. miejsce na Igrzyskach Olimpijskich (Sydney 2000), złoto podczas Mistrzostw Świata Juniorów w Lekkoatletyce (Santiago 2000) – tytuł ten obroniła dwa lata później w Kingston, złoty medal mistrzostw Europy juniorów (Grosseto 2001) oraz 8. miejsce na Mistrzostwa Świata w Lekkoatletyce (Edmonton 2001). Tak wspaniale zaczęta kariera nie zwiastowała jednak większych sukcesów w dalszej fazie kariery, choć Brkljačić wywalczyła 1. miejsce na Zimowym Pucharze Europy w Rzutach (Mersin 2005) oraz 2. podczas Światowego Finału IAAF (Stuttgart 2007). 
Siedem razy w karierze zdobyła tytuł mistrzyni kraju.
Jej rekord życiowy wynosi 75,08 m został ustanowiony w 2007 w Warszawie. Wynik ten jest aktualnym rekordem Chorwacji.